# Nonaville
Nonaville korábbi község Franciaországban, Charente megyében. Lakosainak száma 203 fő (2018. január 1.). Nonaville Birac, Jurignac, Ladiville, Malaville, Saint-Médard, Vignolles, Viville és Val des Vignes községekkel határos.
2017. január 1-jén négy másik korábbi községgel egyesült és az így létrejött Bellevigne új község része lett.

## Népesség
A település népessége az elmúlt években az alábbi módon változott:
| Lakosok száma | 238  | 192  | 177  | 163  | 149  | 198  | 193  | 190  | 187  | 203  |
|               | 1968 | 1975 | 1982 | 1990 | 1999 | 2011 | 2013 | 2015 | 2017 | 2018 |